# Élection présidentielle chypriote de 2008
L’élection présidentielle chypriote de 2008 a eu lieu les 17 et 24 février 2008. Le 24 février 2008, Dimítris Khristófias, leader du Parti communiste AKEL, est élu président de la République chypriote, au deuxième tour de l'élection, par 53,37 % des voix, contre 46,63 % à son adversaire conservateur, Ioánnis Kasoulídis. Son élection relance les espoirs de réunification de l’île : en effet, à peine élu, M. Christofias a annoncé son intention de tendre la main aux Chypriotes turcs. Mais peu de progrès ont eu lieu depuis.

## Résultats
| Candidats                | Candidats                | Partis                   | 1er tour | 1er tour | 2d tour | 2d tour |
| Candidats                | Candidats                | Partis                   | Voix     | %        | Voix    | %       |
| ------------------------ | ------------------------ | ------------------------ | -------- | -------- | ------- | ------- |
|                          | Ioánnis Kasoulídis       | DISY                     | 150 996  | 33,51    | 210 195 | 46,63   |
|                          | Dimítris Khristófias     | AKEL                     | 150 016  | 33,29    | 240 604 | 53,37   |
|                          | Tássos Papadópoulos      | DIKO                     | 143 249  | 31,79    |         |         |
|                          | Mários Matsákis          | Indépendant              | 3 460    | 0,77     |         |         |
|                          | Kostas Kyriacou          | Indépendant              | 1 092    | 0,24     |         |         |
|                          | Kostas Themistocleous    | Indépendant              | 753      | 0,17     |         |         |
|                          | Andreas Efstratiou       | Indépendant              | 713      | 0,16     |         |         |
|                          | Christodoulos Neophytou  | Indépendant              | 243      | 0,05     |         |         |
|                          | Anastasis Michael        | Indépendant              | 117      | 0,03     |         |         |
|                          |                          |                          |          |          |         |         |
| Votes valides            | Votes valides            | Votes valides            | 450 639  | 97,36    | 450 799 | 96,09   |
| Votes invalides          | Votes invalides          | Votes invalides          | 7 798    | 1,68     | 4 410   | 0,95    |
| Votes blancs             | Votes blancs             | Votes blancs             | 10 576   | 2,25     | 7 768   | 1,66    |
| Total                    | Total                    | Total                    | 462 847  | 100      | 469 143 | 100     |
| Abstention               | Abstention               | Abstention               | 53 594   | 10,38    | 47 305  | 9,16    |
| Inscrits / participation | Inscrits / participation | Inscrits / participation | 516 441  | 89,62    | 516 448 | 90,84   |